# Бин-ямина
Бин-ямина (др.-евр. בִּנִי יַמַינַ‬ бинъяминиты, бини ямин, яминиты) — дословно «сыны правой стороны (ямина)», то есть «люди юга». Союз семи аморейских племён.
Некоторые группы бинъяминитов перешли к оседлому образу жизни, другая их часть практиковала масштабные перемещения из долины Евфрата в Западную Сирию. Интересно, что это же название (в русской традиции — Вениамин) носило библейское племя, которое было самым южным из 12 колен Израиля.